# Trubbtrådmossa
Trubbtrådmossa (Cephalozia pleniceps) är en levermossart som först beskrevs av Aust., och fick sitt nu gällande namn av Sextus Otto Lindberg. Trubbtrådmossa ingår i släktet trådmossor, och familjen Cephaloziaceae. Arten är reproducerande i Sverige.